# Stichopathes maldivensis
Stichopathes maldivensis är en korallart som beskrevs av Cooper 1903. Stichopathes maldivensis ingår i släktet Stichopathes och familjen Antipathidae.
Artens utbredningsområde är Indiska oceanen. Inga underarter finns listade i Catalogue of Life.